# 旭川志峯幼稚園
旭川志峯幼稚園（あさひかわしほうようちえん、英: Asahikawa-shihō Kindergarten）は、北海道旭川市永山にある学校法人旭川志峯学院が運営する私立幼稚園。
設置者である学校法人旭川志峯学院は、2023年4月1日からの旭川大学の公立化（公立大学法人旭川市立大学への移管）を機に、当園の名称を旧来の旭川大学附属幼稚園から変更している。

## 概要
1969年（昭和44年）から北日本学院大学女子短期大学部（翌年5月に旭川大学女子短期大学部と改称）に幼児教育学科が設置されたのを受けて、翌1970年（昭和45年）4月に同大学の附属幼稚園として開設 されて以来、今日まで引き続いて幼児教育を行っている。また、2023年3月末まで母体組織であった大学が公立化を機に設置者の法人から離れた後も、後身大学の学生によって当園でのボランティア活動が行われるなど交流が続いている。

## 沿革
主な出典：

### 由来
設置者の学校法人の前身組織である財団法人旭川共立女子学園が設立されてその設置学校が法人運営となる前に、法人の創始者である澤井兵次郎が個人立で開設した旭川女学校附属旭幼稚園（1915年〈大正4年〉12月開設）があり、その個人立幼稚園についての継承関係をさらにさかのぼると、歴史的経緯は次のとおりである。
1906年（明治39年）8月に北海道上川郡旭川町6条通10丁目左4号で日本キリスト教会牧師の杉浦義一
がその妻の杉浦信子（園長に就任）と開始した相愛幼稚園があったが、1913年（大正2年）8月に、杉浦が任地変更のため北海道を離れたのを機に、同幼稚園を小林直三郎 が継承した後は、宗教色がなくなるとともに園名を旭幼稚園に改称している。その後、1915年（大正4年）12月に旭幼稚園を私立旭川女学校の校主 であった澤井兵次郎が継承して同校の付属園とし、澤井自身がその園長に就任している。1926年（大正15年）当時の名称は、旭川実科高等女学校附属旭幼稚園（所在地：旭川市4条通、設立者：澤井兵次郎）。その後、1937年（昭和12年）発刊の資料でも存続を確認できるが、戦後（設置者は財団法人を経て学校法人に移行）においては設置者が運営する幼稚園施設の名称は見当たらない。

### 年表
- 1970年
  - 4月 - 北日本学院大学附属幼稚園として開園[17]。1クラスで開始。
  - 5月 - 旭川大学附属幼稚園と改称[18]。
- 1974年 - 5クラスに拡大。
- 1995年 - 現在地に園舎を新築移転、年少組の受け入れ開始。
- 2000年 - スクールバスの外部委託開始。
- 2001年 - 園開放事業を開始。
- 2004年 - 給食を開始。
- 2008年 - 遊戯室ステージ新設。
- 2014年 - 園地拡大（畑活用）。
- 2016年 - 満3歳児受け入れ開始。
- 2023年4月 - 旭川志峯幼稚園に改称。

## 教育目標
- 「いっしょに育つ心と体」[19]
  - 「じぶんがすき」 - できた（達成感）、楽しかった（満足感）、愛されている（安心感）、自分のことは自分でできる（自立心）
  - 「みんながすき」 - 集団行動、社会のルール、しつけ、道徳心、励まし合う、助け合う、ありがとう（感謝の気持ち）、役に立つことの喜び、お手伝い等（勤労の意欲）
一人ひとりの違いを認め合う

## 園の行事
出典：
| - 4月 入園式 - 5月 歯科検診 - 6月 内科検診、避難訓練 | - 7月 クラス懇談 - 8月 2学期始業式 - 9月 運動会、秋の遠足 | - 10月 避難訓練、個別懇談 - 11月 発表会 - 12月 おもちつき会、お楽しみ会 | - 1月 3学期始業式 - 2月 節分（豆まき） - 3月 ひなまつり、卒園式 |

## 系列校
- 旭川志峯高等学校（旧名称：旭川大学高等学校）
- 旭川情報ビジネス専門学校（旧名称：旭川大学情報ビジネス専門学校）

### かつての系列校
- 旭川大学 - 2023年、旭川市立大学へ名称変更、ただし別法人への移管により系列校ではなくなる。
- 旭川大学短期大学部 - 2023年、旭川市立大学短期大学部へ名称変更、ただし別法人への移管により系列校ではなくなる。